# Apfelbeckia subterranea
Apfelbeckia subterranea är en mångfotingart som beskrevs av Karl Wilhelm Verhoeff 1943. Apfelbeckia subterranea ingår i släktet Apfelbeckia och familjen Schizopetalidae. Inga underarter finns listade i Catalogue of Life.